# Elisabeth Couperus-Baud
Elisabeth Wilhelmina Johanna Couperus-Baud (Batavia, 30 oktober 1867 - Den Haag, 18 maart 1960) was een Nederlands vertaler en letterkundige, ook bekend geworden als echtgenote van de schrijver Louis Couperus (1863-1923).

## Biografie

### Afkomst en jeugd
Elisabeth Wilhelmina Johanna Couperus-Baud werd op 30 oktober 1867 geboren te Batavia als Elisabeth Wilhelmina Johanna Baud, oudste kind en dochter van J.C.W.R.Th. Baud (1838-1883), oud 1e luitenant-artillerie van het Oost-Indische Leger, assistent-resident van Meester Cornelis, en J.W.P. Steenstra Toussaint (1844-1927). Haar vader was zoon van Guillaume Louis Baud (1801-1891), minister van Koloniën en lid van de Raad van State, en W.J.Th. Couperus (1818-1899), een zus van de vader van Louis Couperus (1863-1923). Haar moeder was een dochter van dr. A.J.D. Steenstra Toussaint (1813-1876), onder andere stadsgeneesheer van Batavia, en E.W.P. Couperus (1821-1889), de laatste ook een tante van Louis Couperus. Zij was zowel via haar vader, een kleinkind van een tante van Couperus, als haar moeder, ook een kleinkind van een tante van Couperus, familie van Louis Couperus met wie zij in 1891 trouwde.
Zij was oudste van vier kinderen, maar uit het huwelijk van haar ouders was ook nog een doodgeboren en een jong overleden zoon voortgekomen. Ze groeide op in Batavia, vanaf haar tiende jaar op Deli. In 1883, na het overlijden van haar vader, vertrok haar moeder met het gezin naar Den Haag om bij haar grootouders van vaders zijde te gaan wonen aan de Sophialaan. In 1886 volgde zij literatuurlessen bij haar achterneef Louis Couperus; in het voorjaar van 1888 las de laatste zelfs bij haar en een nichtje en vriendin, delen uit zijn nog niet verschenen roman Eline Vere voor.
Tegen het einde van zijn leven was Louis Couperus dan wel een beroemd schrijver, maar zijn boeken verkochten slecht. Couperus had de rechten voor zijn boeken verkocht en voor herdrukken een vast bedrag bedongen. Van de honoraria van tijdschriften en boeken kon het echtpaar jarenlang in Italië en Frankrijk leven maar voor de financiële zekerheid van Elisabeth had Couperus tijdens zijn leven onvoldoende gezorgd. Zelf bezat zij geen vermogen

### Huwelijk
In 1890 maakte zij haar debuut met een eigen verhaal in het tijdschrift Groot Nederland, overigens door bemiddeling van haar latere echtgenoot. Met de schrijver trouwde zij in 1891. In 1893 vertaalde ze haar eerste boek, en nog wel het beroemde Het portret van Dorian Gray van Oscar Wilde waarvan binnen korte tijd een 3e druk verscheen. In 1899 publiceerde ze de eerste van een reeks reisbrieven in het tijdschrift Hollandia, maar het bleef uiteindelijk bij die ene brief. Vanaf hun huwelijk trokken zij samen op als echtpaar, reisden veel en woonden vanaf 1900 in Nice. In die laatste plaats dreef het echtpaar enige tijd een pension.
Ze functioneerde ook min of meer als secretaresse van haar man door onder andere zijn kladhandschriften voor het drukken over te schrijven in nethandschrift.
Het echtpaar Couperus is kinderloos gebleven.

### Terugkeer naar Nederland
Na de terugkeer van het echtpaar naar Nederland in 1915 begon Elisabeth Couperus met het maken van twee toneelbewerkingen, beide naar werk van haar man: Psyche en Eline Vere. Ze ging ook weer vertalen. In 1923 overleed haar man; Elisabeth zou hem 37 jaar overleven. Daarna hield zij zich nog vaak bezig met uitgaven van haar man, maar vertaalde zij zelf ook nog werk. Zij was ook betrokken bij het (eerste) Louis Couperus Genootschap, waarvan zij erevoorzitter was, en nam in 1952 het eerste deel van de Verzamelde Werken van Louis Couperus in ontvangst.
Rond Couperus' zestigste verjaardag hadden vrienden en bewonderaars een huis in De Steeg laten bouwen. Dat werd aan Couperus geschonken. Na de onverwachte dood van haar man, kort na zijn zestigste verjaardag, heeft zijn weduwe De Steeg weer verlaten.
Zij woonde in de door veel oud-Indiëgasten bewoonde flat Arendsburg aan de Wassenaarseweg in Den Haag. In de Tweede Wereldoorlog werd de inmiddels al oude dame naar Arnhem geëvacueerd. Na de bevrijding woonde zij "in de grootst mogelijke eenvoud", wat volgens Frédéric Bastet een "eufemisme voor fatsoenlijke armoede" was, in het Haagse pension van de dames Teillers en Stracke aan de Prins Hendrikstraat.
Aanvankelijk woonde zij er samen met Marie Vlielander Hein, die echter vóór haar, in 1955, is heengegaan. Op 18 maart 1960 is Elisabeth Johanna Wilhelmina Baud daar, tweeënnegentig jaar oud, gestorven
Van herdrukken en aanvullende honoraria voor het werk van haar man zou het lange tijd niet of nauwelijks komen. Couperus' werk was niet langer populair. Elisabeth Couperus was dan ook verarmd.
Zij overleed op 18 maart 1960 en haar as werd bijgezet bij haar man op de begraafplaats Oud Eik en Duinen te Den Haag.
In 2001-2002 wijdde het Louis Couperus Museum een tentoonstelling aan haar. Bij die gelegenheid verscheen een publicatie over leven en werk van Elisabeth Couperus-Baud.

## Familierelaties tussen Elisabeth Couperus-Baud en Louis Couperus
- Petrus Theodorus Couperus (1787-1823), trouwt 1812 Catharina Rica Cranssen (1795-1846)
  - John Ricus Couperus (1816-1902), trouwt 1847 jkvr. Catharina Geertruida Reynst (1829-1893)
    - Louis Marie Anne Couperus (1863-1923), trouwt 1891 Elisabeth Wilhelmina Johanna Baud (1867-1960)

  - Wilhelmina Jacobina Theodora Couperus (1818-1899), trouwt 1837 Guillaume Louis Baud (1801-1891)
    - Jan Willem Carel Ricus Baud (1838-1883), trouwt 1865 Johanna Wilhelmina Petronella Steenstra Toussaint (1844-1927)
      - Elisabeth Wilhelmina Johanna Baud, trouwt 1891 Louis Marie Anne Couperus

  - Elisabeth Wilhelmina Petronella Couperus (1821-1889), trouwt 1839 dr. Abraham Johan Daniël Steenstra Toussaint (1813-1876)
    - Johanna Wilhelmina Petronella Steenstra Toussaint (1844-1927), trouwt 1865 Jan Willem Carel Ricus Baud (1838-1883)
      - Elisabeth Wilhelmina Johanna Baud, trouwt 1891 Louis Marie Anne Couperus

|                                                                                      |                                                                                      |                                                                                      |                                                                                      |                                                                                      |                                                                                      |                                                 |                                                 |                                                 |                                                 |                                           |                                           | Abraham Couperus (1752-1813) Gouverneur van Nederlands-Malakka                     | Abraham Couperus (1752-1813) Gouverneur van Nederlands-Malakka                     | Abraham Couperus (1752-1813) Gouverneur van Nederlands-Malakka                     | Abraham Couperus (1752-1813) Gouverneur van Nederlands-Malakka                     | Abraham Couperus (1752-1813) Gouverneur van Nederlands-Malakka                     | Abraham Couperus (1752-1813) Gouverneur van Nederlands-Malakka                     |                                                   |                                                   | Willem Jacob Cranssen (1762-1821) Gouverneur van Ternate                                 | Willem Jacob Cranssen (1762-1821) Gouverneur van Ternate                                 | Willem Jacob Cranssen (1762-1821) Gouverneur van Ternate                                 | Willem Jacob Cranssen (1762-1821) Gouverneur van Ternate                                 | Willem Jacob Cranssen (1762-1821) Gouverneur van Ternate                                 | Willem Jacob Cranssen (1762-1821) Gouverneur van Ternate                                 |                                                        |                                                        |                                                        |                                                        |                                               |                                               |                                                      |                                                      |                                                      |                                                      |                                                                                 |                                                                                 |                                                                                 |                                                                                 |                                                                                 |                                                                                 |                                                               |                                                               |                                                               |                                                               |
|                                                                                      |                                                                                      |                                                                                      |                                                                                      |                                                                                      |                                                                                      |                                                 |                                                 |                                                 |                                                 |                                           |                                           | Abraham Couperus (1752-1813) Gouverneur van Nederlands-Malakka                     | Abraham Couperus (1752-1813) Gouverneur van Nederlands-Malakka                     | Abraham Couperus (1752-1813) Gouverneur van Nederlands-Malakka                     | Abraham Couperus (1752-1813) Gouverneur van Nederlands-Malakka                     | Abraham Couperus (1752-1813) Gouverneur van Nederlands-Malakka                     | Abraham Couperus (1752-1813) Gouverneur van Nederlands-Malakka                     |                                                   |                                                   | Willem Jacob Cranssen (1762-1821) Gouverneur van Ternate                                 | Willem Jacob Cranssen (1762-1821) Gouverneur van Ternate                                 | Willem Jacob Cranssen (1762-1821) Gouverneur van Ternate                                 | Willem Jacob Cranssen (1762-1821) Gouverneur van Ternate                                 | Willem Jacob Cranssen (1762-1821) Gouverneur van Ternate                                 | Willem Jacob Cranssen (1762-1821) Gouverneur van Ternate                                 |                                                        |                                                        |                                                        |                                                        |                                               |                                               |                                                      |                                                      |                                                      |                                                      |                                                                                 |                                                                                 |                                                                                 |                                                                                 |                                                                                 |                                                                                 |                                                               |                                                               |                                                               |                                                               |
| Jan Cornelis Reijnst (1798-1871) Waarnemend gouverneur-generaal van Nederlands-Indië | Jan Cornelis Reijnst (1798-1871) Waarnemend gouverneur-generaal van Nederlands-Indië | Jan Cornelis Reijnst (1798-1871) Waarnemend gouverneur-generaal van Nederlands-Indië | Jan Cornelis Reijnst (1798-1871) Waarnemend gouverneur-generaal van Nederlands-Indië | Jan Cornelis Reijnst (1798-1871) Waarnemend gouverneur-generaal van Nederlands-Indië | Jan Cornelis Reijnst (1798-1871) Waarnemend gouverneur-generaal van Nederlands-Indië |                                                 |                                                 |                                                 |                                                 |                                           |                                           | Petrus Theodorus Couperus (1787-1823) Landdrost der Buitenzorgse en Preangerlanden | Petrus Theodorus Couperus (1787-1823) Landdrost der Buitenzorgse en Preangerlanden | Petrus Theodorus Couperus (1787-1823) Landdrost der Buitenzorgse en Preangerlanden | Petrus Theodorus Couperus (1787-1823) Landdrost der Buitenzorgse en Preangerlanden | Petrus Theodorus Couperus (1787-1823) Landdrost der Buitenzorgse en Preangerlanden | Petrus Theodorus Couperus (1787-1823) Landdrost der Buitenzorgse en Preangerlanden |                                                   |                                                   | Catharina Rica Cranssen (1787-1823)                                                      | Catharina Rica Cranssen (1787-1823)                                                      | Catharina Rica Cranssen (1787-1823)                                                      | Catharina Rica Cranssen (1787-1823)                                                      | Catharina Rica Cranssen (1787-1823)                                                      | Catharina Rica Cranssen (1787-1823)                                                      |                                                        |                                                        |                                                        |                                                        |                                               |                                               |                                                      |                                                      |                                                      |                                                      | mr. Johan Daniël Steenstra Toussaint (1779-1863) Burgemeester van Aarlanderveen | mr. Johan Daniël Steenstra Toussaint (1779-1863) Burgemeester van Aarlanderveen | mr. Johan Daniël Steenstra Toussaint (1779-1863) Burgemeester van Aarlanderveen | mr. Johan Daniël Steenstra Toussaint (1779-1863) Burgemeester van Aarlanderveen | mr. Johan Daniël Steenstra Toussaint (1779-1863) Burgemeester van Aarlanderveen | mr. Johan Daniël Steenstra Toussaint (1779-1863) Burgemeester van Aarlanderveen |                                                               |                                                               |                                                               |                                                               |
| Jan Cornelis Reijnst (1798-1871) Waarnemend gouverneur-generaal van Nederlands-Indië | Jan Cornelis Reijnst (1798-1871) Waarnemend gouverneur-generaal van Nederlands-Indië | Jan Cornelis Reijnst (1798-1871) Waarnemend gouverneur-generaal van Nederlands-Indië | Jan Cornelis Reijnst (1798-1871) Waarnemend gouverneur-generaal van Nederlands-Indië | Jan Cornelis Reijnst (1798-1871) Waarnemend gouverneur-generaal van Nederlands-Indië | Jan Cornelis Reijnst (1798-1871) Waarnemend gouverneur-generaal van Nederlands-Indië |                                                 |                                                 |                                                 |                                                 |                                           |                                           | Petrus Theodorus Couperus (1787-1823) Landdrost der Buitenzorgse en Preangerlanden | Petrus Theodorus Couperus (1787-1823) Landdrost der Buitenzorgse en Preangerlanden | Petrus Theodorus Couperus (1787-1823) Landdrost der Buitenzorgse en Preangerlanden | Petrus Theodorus Couperus (1787-1823) Landdrost der Buitenzorgse en Preangerlanden | Petrus Theodorus Couperus (1787-1823) Landdrost der Buitenzorgse en Preangerlanden | Petrus Theodorus Couperus (1787-1823) Landdrost der Buitenzorgse en Preangerlanden |                                                   |                                                   | Catharina Rica Cranssen (1787-1823)                                                      | Catharina Rica Cranssen (1787-1823)                                                      | Catharina Rica Cranssen (1787-1823)                                                      | Catharina Rica Cranssen (1787-1823)                                                      | Catharina Rica Cranssen (1787-1823)                                                      | Catharina Rica Cranssen (1787-1823)                                                      |                                                        |                                                        |                                                        |                                                        |                                               |                                               |                                                      |                                                      |                                                      |                                                      | mr. Johan Daniël Steenstra Toussaint (1779-1863) Burgemeester van Aarlanderveen | mr. Johan Daniël Steenstra Toussaint (1779-1863) Burgemeester van Aarlanderveen | mr. Johan Daniël Steenstra Toussaint (1779-1863) Burgemeester van Aarlanderveen | mr. Johan Daniël Steenstra Toussaint (1779-1863) Burgemeester van Aarlanderveen | mr. Johan Daniël Steenstra Toussaint (1779-1863) Burgemeester van Aarlanderveen | mr. Johan Daniël Steenstra Toussaint (1779-1863) Burgemeester van Aarlanderveen |                                                               |                                                               |                                                               |                                                               |
|                                                                                      |                                                                                      |                                                                                      |                                                                                      |                                                                                      |                                                                                      |                                                 |                                                 |                                                 |                                                 |                                           |                                           |                                                                                    |                                                                                    |                                                                                    |                                                                                    |                                                                                    |                                                                                    |                                                   |                                                   |                                                                                          |                                                                                          |                                                                                          |                                                                                          |                                                                                          |                                                                                          |                                                        |                                                        |                                                        |                                                        |                                               |                                               |                                                      |                                                      |                                                      |                                                      |                                                                                 |                                                                                 |                                                                                 |                                                                                 |                                                                                 |                                                                                 |                                                               |                                                               |                                                               |                                                               |
|                                                                                      |                                                                                      |                                                                                      |                                                                                      |                                                                                      |                                                                                      |                                                 |                                                 |                                                 |                                                 |                                           |                                           |                                                                                    |                                                                                    |                                                                                    |                                                                                    |                                                                                    |                                                                                    |                                                   |                                                   |                                                                                          |                                                                                          |                                                                                          |                                                                                          |                                                                                          |                                                                                          |                                                        |                                                        |                                                        |                                                        |                                               |                                               |                                                      |                                                      |                                                      |                                                      |                                                                                 |                                                                                 |                                                                                 |                                                                                 |                                                                                 |                                                                                 |                                                               |                                                               |                                                               |                                                               |
| jkvr. Catharina Geertruida Reynst (1829-1893)                                        | jkvr. Catharina Geertruida Reynst (1829-1893)                                        | jkvr. Catharina Geertruida Reynst (1829-1893)                                        | jkvr. Catharina Geertruida Reynst (1829-1893)                                        | jkvr. Catharina Geertruida Reynst (1829-1893)                                        | jkvr. Catharina Geertruida Reynst (1829-1893)                                        |                                                 |                                                 | John Ricus Couperus (1816-1902) Raadsheer       | John Ricus Couperus (1816-1902) Raadsheer       | John Ricus Couperus (1816-1902) Raadsheer | John Ricus Couperus (1816-1902) Raadsheer | John Ricus Couperus (1816-1902) Raadsheer                                          | John Ricus Couperus (1816-1902) Raadsheer                                          |                                                                                    |                                                                                    | Wilhelmina Jacobina Theodora Couperus (1818-1899)                                  | Wilhelmina Jacobina Theodora Couperus (1818-1899)                                  | Wilhelmina Jacobina Theodora Couperus (1818-1899) | Wilhelmina Jacobina Theodora Couperus (1818-1899) | Wilhelmina Jacobina Theodora Couperus (1818-1899)                                        | Wilhelmina Jacobina Theodora Couperus (1818-1899)                                        |                                                                                          |                                                                                          | Guillaume Louis Baud (1801-1891) Minister van Koloniën                                   | Guillaume Louis Baud (1801-1891) Minister van Koloniën                                   | Guillaume Louis Baud (1801-1891) Minister van Koloniën | Guillaume Louis Baud (1801-1891) Minister van Koloniën | Guillaume Louis Baud (1801-1891) Minister van Koloniën | Guillaume Louis Baud (1801-1891) Minister van Koloniën |                                               |                                               | Elisabeth Wilhelmina Petronella Couperus (1821-1889) | Elisabeth Wilhelmina Petronella Couperus (1821-1889) | Elisabeth Wilhelmina Petronella Couperus (1821-1889) | Elisabeth Wilhelmina Petronella Couperus (1821-1889) | Elisabeth Wilhelmina Petronella Couperus (1821-1889)                            | Elisabeth Wilhelmina Petronella Couperus (1821-1889)                            |                                                                                 |                                                                                 | dr. Abraham Johan Daniël Steenstra Toussaint (1813-1876) Arts                   | dr. Abraham Johan Daniël Steenstra Toussaint (1813-1876) Arts                   | dr. Abraham Johan Daniël Steenstra Toussaint (1813-1876) Arts | dr. Abraham Johan Daniël Steenstra Toussaint (1813-1876) Arts | dr. Abraham Johan Daniël Steenstra Toussaint (1813-1876) Arts | dr. Abraham Johan Daniël Steenstra Toussaint (1813-1876) Arts |
| jkvr. Catharina Geertruida Reynst (1829-1893)                                        | jkvr. Catharina Geertruida Reynst (1829-1893)                                        | jkvr. Catharina Geertruida Reynst (1829-1893)                                        | jkvr. Catharina Geertruida Reynst (1829-1893)                                        | jkvr. Catharina Geertruida Reynst (1829-1893)                                        | jkvr. Catharina Geertruida Reynst (1829-1893)                                        |                                                 |                                                 | John Ricus Couperus (1816-1902) Raadsheer       | John Ricus Couperus (1816-1902) Raadsheer       | John Ricus Couperus (1816-1902) Raadsheer | John Ricus Couperus (1816-1902) Raadsheer | John Ricus Couperus (1816-1902) Raadsheer                                          | John Ricus Couperus (1816-1902) Raadsheer                                          |                                                                                    |                                                                                    | Wilhelmina Jacobina Theodora Couperus (1818-1899)                                  | Wilhelmina Jacobina Theodora Couperus (1818-1899)                                  | Wilhelmina Jacobina Theodora Couperus (1818-1899) | Wilhelmina Jacobina Theodora Couperus (1818-1899) | Wilhelmina Jacobina Theodora Couperus (1818-1899)                                        | Wilhelmina Jacobina Theodora Couperus (1818-1899)                                        |                                                                                          |                                                                                          | Guillaume Louis Baud (1801-1891) Minister van Koloniën                                   | Guillaume Louis Baud (1801-1891) Minister van Koloniën                                   | Guillaume Louis Baud (1801-1891) Minister van Koloniën | Guillaume Louis Baud (1801-1891) Minister van Koloniën | Guillaume Louis Baud (1801-1891) Minister van Koloniën | Guillaume Louis Baud (1801-1891) Minister van Koloniën |                                               |                                               | Elisabeth Wilhelmina Petronella Couperus (1821-1889) | Elisabeth Wilhelmina Petronella Couperus (1821-1889) | Elisabeth Wilhelmina Petronella Couperus (1821-1889) | Elisabeth Wilhelmina Petronella Couperus (1821-1889) | Elisabeth Wilhelmina Petronella Couperus (1821-1889)                            | Elisabeth Wilhelmina Petronella Couperus (1821-1889)                            |                                                                                 |                                                                                 | dr. Abraham Johan Daniël Steenstra Toussaint (1813-1876) Arts                   | dr. Abraham Johan Daniël Steenstra Toussaint (1813-1876) Arts                   | dr. Abraham Johan Daniël Steenstra Toussaint (1813-1876) Arts | dr. Abraham Johan Daniël Steenstra Toussaint (1813-1876) Arts | dr. Abraham Johan Daniël Steenstra Toussaint (1813-1876) Arts | dr. Abraham Johan Daniël Steenstra Toussaint (1813-1876) Arts |
|                                                                                      |                                                                                      |                                                                                      |                                                                                      |                                                                                      |                                                                                      |                                                 |                                                 |                                                 |                                                 |                                           |                                           |                                                                                    |                                                                                    |                                                                                    |                                                                                    |                                                                                    |                                                                                    |                                                   |                                                   |                                                                                          |                                                                                          |                                                                                          |                                                                                          |                                                                                          |                                                                                          |                                                        |                                                        |                                                        |                                                        |                                               |                                               |                                                      |                                                      |                                                      |                                                      |                                                                                 |                                                                                 |                                                                                 |                                                                                 |                                                                                 |                                                                                 |                                                               |                                                               |                                                               |                                                               |
|                                                                                      |                                                                                      |                                                                                      |                                                                                      |                                                                                      |                                                                                      |                                                 |                                                 |                                                 |                                                 |                                           |                                           |                                                                                    |                                                                                    |                                                                                    |                                                                                    |                                                                                    |                                                                                    |                                                   |                                                   | Jan Carel Willem Ricus Theodore Baud (1838-1883) Assistent-resident van Meester Cornelis | Jan Carel Willem Ricus Theodore Baud (1838-1883) Assistent-resident van Meester Cornelis | Jan Carel Willem Ricus Theodore Baud (1838-1883) Assistent-resident van Meester Cornelis | Jan Carel Willem Ricus Theodore Baud (1838-1883) Assistent-resident van Meester Cornelis | Jan Carel Willem Ricus Theodore Baud (1838-1883) Assistent-resident van Meester Cornelis | Jan Carel Willem Ricus Theodore Baud (1838-1883) Assistent-resident van Meester Cornelis |                                                        |                                                        |                                                        |                                                        |                                               |                                               |                                                      |                                                      |                                                      |                                                      | Johanna Wilhelmina Petronella Steenstra Toussaint (1844-1927)                   | Johanna Wilhelmina Petronella Steenstra Toussaint (1844-1927)                   | Johanna Wilhelmina Petronella Steenstra Toussaint (1844-1927)                   | Johanna Wilhelmina Petronella Steenstra Toussaint (1844-1927)                   | Johanna Wilhelmina Petronella Steenstra Toussaint (1844-1927)                   | Johanna Wilhelmina Petronella Steenstra Toussaint (1844-1927)                   |                                                               |                                                               |                                                               |                                                               |
|                                                                                      |                                                                                      |                                                                                      |                                                                                      |                                                                                      |                                                                                      |                                                 |                                                 |                                                 |                                                 |                                           |                                           |                                                                                    |                                                                                    |                                                                                    |                                                                                    |                                                                                    |                                                                                    |                                                   |                                                   | Jan Carel Willem Ricus Theodore Baud (1838-1883) Assistent-resident van Meester Cornelis | Jan Carel Willem Ricus Theodore Baud (1838-1883) Assistent-resident van Meester Cornelis | Jan Carel Willem Ricus Theodore Baud (1838-1883) Assistent-resident van Meester Cornelis | Jan Carel Willem Ricus Theodore Baud (1838-1883) Assistent-resident van Meester Cornelis | Jan Carel Willem Ricus Theodore Baud (1838-1883) Assistent-resident van Meester Cornelis | Jan Carel Willem Ricus Theodore Baud (1838-1883) Assistent-resident van Meester Cornelis |                                                        |                                                        |                                                        |                                                        |                                               |                                               |                                                      |                                                      |                                                      |                                                      | Johanna Wilhelmina Petronella Steenstra Toussaint (1844-1927)                   | Johanna Wilhelmina Petronella Steenstra Toussaint (1844-1927)                   | Johanna Wilhelmina Petronella Steenstra Toussaint (1844-1927)                   | Johanna Wilhelmina Petronella Steenstra Toussaint (1844-1927)                   | Johanna Wilhelmina Petronella Steenstra Toussaint (1844-1927)                   | Johanna Wilhelmina Petronella Steenstra Toussaint (1844-1927)                   |                                                               |                                                               |                                                               |                                                               |
|                                                                                      |                                                                                      |                                                                                      |                                                                                      |                                                                                      |                                                                                      |                                                 |                                                 |                                                 |                                                 |                                           |                                           |                                                                                    |                                                                                    |                                                                                    |                                                                                    |                                                                                    |                                                                                    |                                                   |                                                   |                                                                                          |                                                                                          |                                                                                          |                                                                                          |                                                                                          |                                                                                          |                                                        |                                                        |                                                        |                                                        |                                               |                                               |                                                      |                                                      |                                                      |                                                      |                                                                                 |                                                                                 |                                                                                 |                                                                                 |                                                                                 |                                                                                 |                                                               |                                                               |                                                               |                                                               |
|                                                                                      |                                                                                      |                                                                                      |                                                                                      | Louis Marie Anne Couperus (1863-1923) Schrijver                                      | Louis Marie Anne Couperus (1863-1923) Schrijver                                      | Louis Marie Anne Couperus (1863-1923) Schrijver | Louis Marie Anne Couperus (1863-1923) Schrijver | Louis Marie Anne Couperus (1863-1923) Schrijver | Louis Marie Anne Couperus (1863-1923) Schrijver |                                           |                                           |                                                                                    |                                                                                    |                                                                                    |                                                                                    |                                                                                    |                                                                                    |                                                   |                                                   |                                                                                          |                                                                                          |                                                                                          |                                                                                          |                                                                                          |                                                                                          |                                                        |                                                        | Elisabeth Wilhelmina Johanna Baud (1867-1960)          | Elisabeth Wilhelmina Johanna Baud (1867-1960)          | Elisabeth Wilhelmina Johanna Baud (1867-1960) | Elisabeth Wilhelmina Johanna Baud (1867-1960) | Elisabeth Wilhelmina Johanna Baud (1867-1960)        | Elisabeth Wilhelmina Johanna Baud (1867-1960)        |                                                      |                                                      |                                                                                 |                                                                                 |                                                                                 |                                                                                 |                                                                                 |                                                                                 |                                                               |                                                               |                                                               |                                                               |
|                                                                                      |                                                                                      |                                                                                      |                                                                                      | Louis Marie Anne Couperus (1863-1923) Schrijver                                      | Louis Marie Anne Couperus (1863-1923) Schrijver                                      | Louis Marie Anne Couperus (1863-1923) Schrijver | Louis Marie Anne Couperus (1863-1923) Schrijver | Louis Marie Anne Couperus (1863-1923) Schrijver | Louis Marie Anne Couperus (1863-1923) Schrijver |                                           |                                           |                                                                                    |                                                                                    |                                                                                    |                                                                                    |                                                                                    |                                                                                    |                                                   |                                                   |                                                                                          |                                                                                          |                                                                                          |                                                                                          |                                                                                          |                                                                                          |                                                        |                                                        | Elisabeth Wilhelmina Johanna Baud (1867-1960)          | Elisabeth Wilhelmina Johanna Baud (1867-1960)          | Elisabeth Wilhelmina Johanna Baud (1867-1960) | Elisabeth Wilhelmina Johanna Baud (1867-1960) | Elisabeth Wilhelmina Johanna Baud (1867-1960)        | Elisabeth Wilhelmina Johanna Baud (1867-1960)        |                                                      |                                                      |                                                                                 |                                                                                 |                                                                                 |                                                                                 |                                                                                 |                                                                                 |                                                               |                                                               |                                                               |                                                               |

### Brieven
- Dear sir. Brieven van het echtpaar Couperus aan Oscar Wilde, bezorgd door Caspar Wintermans. Woubrugge, 2003
- Een brief aan W. J. Simons, bezorgd door Menno Voskuil. Woubrugge, 2010

### Vertalingen
- Oscar Wilde, Het portret van Dorian Gray. Amsterdam, 1893 (onder de naam mevrouw Louis Couperus)
- George Moore, IJdel geld. Amsterdam, 1895 (onder de naam mevrouw Louis Couperus; met een voorrede van Louis Couperus)
- A.T. Quiller-Couch, De schoone slaapster en andere sprookjes. Amsterdam, 1911 (onder de naam Elizabeth Couperus)
- Pio Baroja, Op een dwaalweg. Amsterdam, 1915 (onder de naam Elizabeth Couperus; met een voorrede van Louis Couperus)
- Valentino Soldani, Nacht van laag en list. Tragikomedie in drie bedrijven. Amsterdam, 1915 (onder de naam Elizabeth Couperus)
- Albert M. Treynor, Op patrouille. Rotterdam, 1931
- Stanislas André Steeman, De nacht van 12 op 13. Rotterdam, ca. 1932

### Bewerkingen
- Psyche. Een spel van de ziel in tien tafereelen. Amsterdam, 1916 (naar Louis Couperus' Psyche)
- Eline Vere. Toneelspel in vier bedrijven. Naar den roman van Louis Couperus. Amsterdam, 1918

### Overige
- Gedachten van Louis Couperus, verzameld door Elizabeth Couperus. Amsterdam, 1924

## Over Elisabeth Couperus-Baud

### Catalogus
- Eugenie Boer, Elisabeth Couperus-Baud, de vrouw achter de schrijver, 2001 (Catalogus tentoonstelling Louis Couperus Museum 11 oktober 2001 - 7 april 2002).

### Fictie
- Sophie Zijlstra, Mevrouw Couperus, Amsterdam/Antwerpen, Contact, 2007.

- Bibliothèque nationale de France: cb156249431 (data)
- Biografisch Portaal: 77910675
- Digitale Bibliotheek voor de Nederlandse Letteren: baud001
- Gemeinsame Normdatei: 110506610X
- International Standard Name Identifier: 0000 0003 9673 8546
- Library of Congress Control Number: nb2008002493
- Nederlandse Thesaurus van Auteursnamen: 07029576X
- Virtual International Authority File: 291742661
- WorldCat: E39PBJbCQqmVMYP69H4YXJvmBP